# Zui hou jue ding ai shang ni
Zui hou jue ding ai shang ni (sinogrammes simplifiés : 醉後決定愛上你 ; pinyin : Zuì hòu juédìng ài shàng nǐ ; titre international : Love You ou Drunken to Love You) est une série télévisée taïwanaise de 2011 mettant en vedette Joseph Chang, Rainie Yang, Kingone Wang, Tiffany Hsu, Alien Huang et Tom Price.

## Distribution
- Joseph Chang - Song Jie Xiu (宋杰修)
- Rainie Yang - Xiao Ru (Lulu) Lin (林曉如)
- Tiffany Hsu - Ai Wei (Ivy) Tang (唐艾薇)
- Alien Huang - Geng Shuo Huai (耿爍懷)
- Kingone Wang - Ren Yi Xiang (任以翔)
- Tom Price - Rickie Xiang (向霆威)
- Hsin-ling Chung - Cai Meng Jun (蔡孟均)
- Jay Di - Tony
- Renzo Liu - Li Da Fu (李達夫)
- Wei-hsun Na - Dr. Qiu
- Charge Pu - Jack Liu
- Tao Chuan Zheng - Director Lu (陸董)
- Deng Jiu Yun - Peggy Kwan
- Jessica Song - Kelly Shen (沈慧欽)
- Chi-wen Hsieh - propriétaire
- Lin Mei Shiu - Asan (阿桑)
- Pei-an Lo - Long Ge (龍哥)
- Chia-le Yen - Director Chou (周導)
- Chuan Wang - Samantha Cai (蔡美玲)
- Albee Huang - présentateur du programme

## Multimédia

### Musique
- L'ouverture: "不按牌理出牌" (Unplanned) par Magic Power
- Fin: "好的 事情" (Good Things) par Yen-j

| Fiche album | Liste des chansons |
| --- | --- |
| Love You Original Soundtrack (Limited Edition) 醉後決定愛上你 電視原聲帶 - with ringed notebook featuring drama quotes and photos. - Artiste: Various artists - Relâché: 15 July 2011 - Étiquette: B'in Music - Langue: Chinois - Format: BO - Genre: Mandopop | Track listing 1. "不按牌理出牌" (Unplanned) par Magic Power (MP魔幻力量) - l'ouverture 2. "我又初戀了" (Another First Love) par Mayday également publié sur Born to Love 3. "又不是這樣就不孤獨" (Not Lonely like This) par Yen-j (嚴爵) 4. "相遇不思議" (Unbelievable Meeting) - instrumental 5. "喝醉和相愛一樣危險" (Equal Danger of Drunk and Love) - instrumental 6. "這次真的玩太大了" (Played Out of Hand) - instrumental 7. "好的事情-Hao De Shi Qing" (Good Things) par Yen-j (嚴爵) - fin 8. "放了自己" (Let Go of Yourself) par Magic Power (MP魔幻力量) 9. "名模的祕密愛情" (Secret Love) - instrumental 10. "孤單是一個人的狂歡" (Loneliness is One's Party) - instrumental 11. "戀愛三角習題" (Love's Triangle) - instrumental 12. "我們都傻-Wo Men Dou Sha" (We are All Silly) par Rainie Yang 13. "婚姻是假，愛情是真" (Wedding is Fake, Love is Real) - instrumental 14. "拉斯維加斯的婚禮" (Las Vegas Wedding) - instrumental 15. "親愛陌生人" (Dear Stranger) - Della (丁噹) |